# David Jenkins (knihovník)
David Jenkins (29. května 1912 – 6. března 2002) byl velšský knihovník. Narodil se v jihovelšské vesnici Blaenclydach, avšak převážnou část svého dětství strávil u své tety ve vesnici Penrhyn-coch v západní části země. Později studoval na Aberystwythské univerzitě. V roce 1964 byl jmenován editorem magazínu Journal of the Welsh Bibliographical Society, jímž zůstal až do roku 1979. Počínaje rokem 1968 byl také editorem časopisu National Library of Wales Journal. Funkci opustil rovněž v roce 1979, stejně jako funkci knihovníka Velšské národní knihovny, do níž byl obsazen roku 1969. Zemřel v Aberystwythu ve věku 89 let.